# الأقباط في مصر
الأقباط في مصر، هم المسيحيين الأقباط المولودين في مصر أو المقيمين فيها، وساكني وادي النيل القدماء.

## السكان

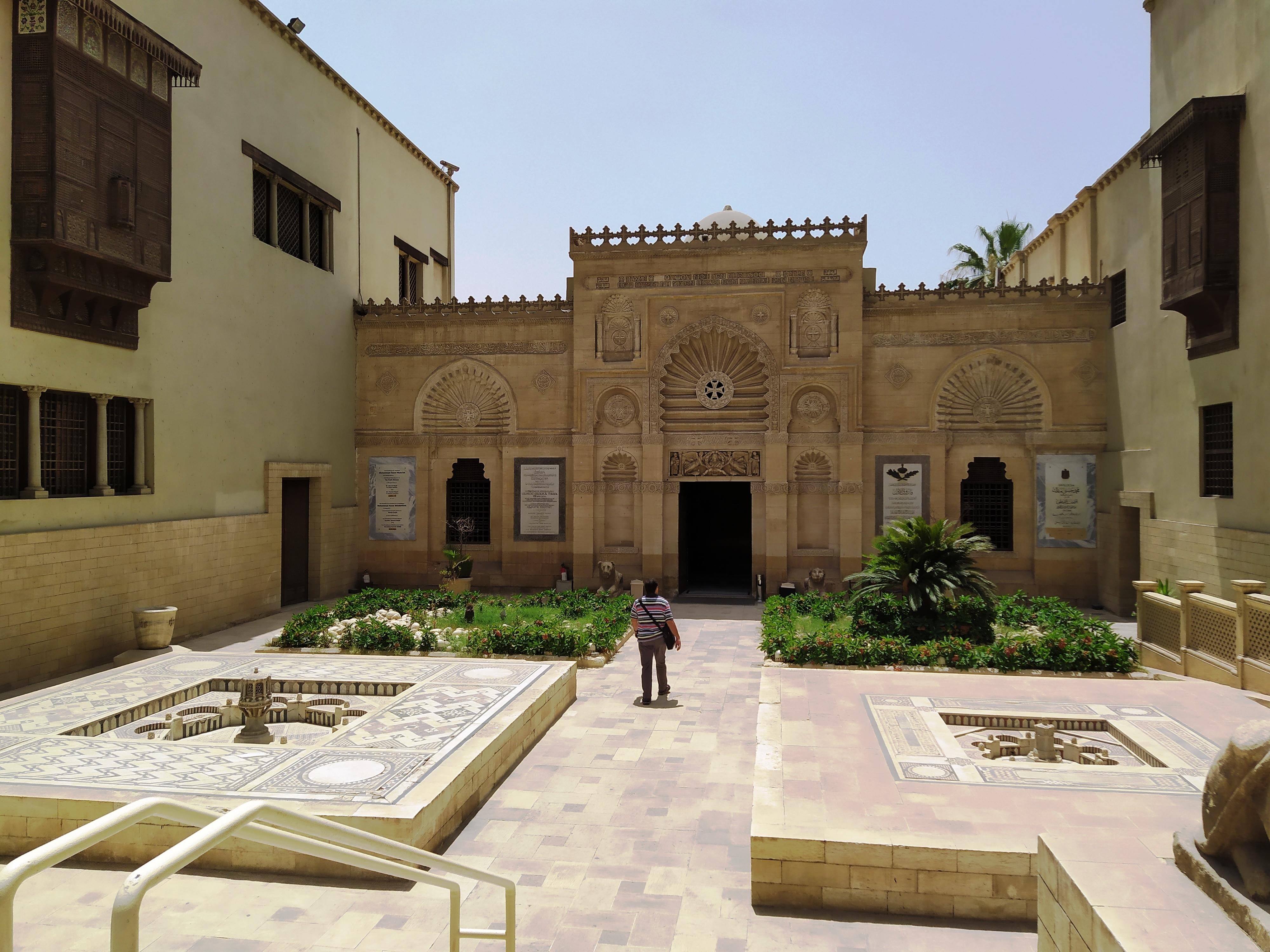
المتحف القبطي بالقاهرة.

اعتبارًا من عام 2019، "يُعتقد عمومًا أن الأقباط يشكلون ما يقرب من 10 في المائة من سكان مصر"، ويقدر عدد السكان بنحو 9.5 مليون (الرقم المذكور في صحيفة وول ستريت جورنال، عام 2017) أو 10 ملايين (الرقم المذكور في وكالة أسوشيتد برس، 2019). وقد تم الاستشهاد أيضًا بأرقام أصغر أو أكبر، في نطاق "ما بين 6% و18% من السكان"، حيث تقدر الحكومة المصرية أعدادًا أقل وتقدر الكنيسة القبطية الأرثوذكسية أعدادًا أعلى بكثير. إن الافتقار إلى البيانات الديموغرافية المحددة والموثوقة يجعل جميع التقديرات غير مؤكدة.
في عام 2019 قدر أن الأقباط يشكلون حوالي 10 بالمائة من سكان مصر، حيث يقدر عدد السكان بـ 9.5 مليون نسمة حسب صحيفة وول ستريت جورنال، وفي عام 2017 قدرت الحكومة المصرية أعدادًا أقل وتقدر الكنيسة القبطية الأرثوذكسية أعدادًا أعلى بكثير. إن الافتقار إلى بيانات ديموغرافية محددة وموثوقة يجعل جميع التقديرات غير مؤكدة.

## الحياة الاجتماعية والاقتصادية
الأقباط يتمتعون بمستوى تعليمي أعلى نسبيًا ومؤشر ثروة أعلى نسبيًا، وذلك بسبب تركيز المسيحية القبطية على محو الأمية وأن المسيحية القبطية شجعت تراكم رأس المال البشري، ومؤشر ثروة كبير نسبيًا، وتمثيل أقوى في أنواع الوظائف ذات الياقات البيضاء، لكن تمثيلهم محدود في الأجهزة الأمنية، وتتشابه غالبية المؤشرات الديموغرافية والاجتماعية والاقتصادية والصحية بين الأقباط والمسلمين تاريخيًا في مصر.
تاريخيًا، كان العديد من الأقباط محاسبين، وفي عام 1961 كان المسيحيون الأقباط يمتلكون 51% من البنوك المصرية.
وجدت دراسة أجراها مركز بيو حول الدين والتعليم في جميع أنحاء العالم في عام 2016، قدر أن حوالي 36% من المسيحيين المصريين يحصلون على شهادة جامعية في مؤسسات التعليم العالي.
يميل الأقباط إلى الإنتماء إلى الطبقة المتوسطة والعليا المتعلمة والإدارة المالية ووظائف الدولة و بعض التخصصات الأخرى في المجتمع في مصر.
نشرت مقالة صحفية عام 1982 وفقًا للباحثة لويس فراج "لا يزال الأقباط يلعبون الدور الرئيسي في إدارة مالية الدولة المصرية. لقد احتفظوا بنسبة 20٪ من إجمالي رأس مال الدولة، و45٪ من الوظائف الحكومية، و45٪ من رواتب الحكومة". وفقًا للباحث جيه دي بينينجتون فإن 45% من الأطباء و60% من الصيادلة في مصر كانوا مسيحيين.
أصبح عدد من العائلات القبطية من أصحاب الأعمال وملاك الأراضي أثرياء للغاية ومؤثرين مثل عائلة ساويرس المصرية المسيحية القبطية  التي تمتلك مجموعة أوراسكوم، والتي تعمل في مجال الاتصالات والبناء والسياحة والصناعات والتكنولوجيا. في عام 2008، قدرت مجلة فوربس صافي ثروة العائلة بنحو 36 مليار دولار.

## التاريخ
يذكر يوسابيوس، مؤرخ الكنيسة الأولى، في كتابه "سجل الأحداث" أن مرقس وصل إلى مصر في السنة الثالثة من حكم الإمبراطور كلوديوس (43 م)، إيذانًا ببداية المسيحية في مصر.
وبحلول عام 641م فتحت مصر في عهد أمير المؤمنين عمر بن الخطاب على يد الصحابى عمرو بن العاص عام 20 هـ / 641 م، وبدأت مصر بدور مهم عبر مراحل التاريخ الإسلامى، وفي ظل الحكم الإسلامي عاش الأقباط في مصر.
في ظل حكم محمد علي في أوائل القرن التاسع عشر سمح للأقباط بالالتحاق بالجيش المصري. قام البابا كيرلس الرابع، 1854-1861، بإصلاح الكنيسة وشجع المشاركة القبطية على نطاق أوسع في الشؤون المصرية. وقام الخديوي إسماعيل باشا، الذي تولى السلطة في الفترة من 1863 إلى 1879، بتعزيز الأقباط. وعينهم قضاة في المحاكم المصرية ومنحهم الحقوق السياسية والتمثيل في الحكومة. لقد شاركوا بكثرة في شؤون الأعمال.
شارك بعض الأقباط في الحركة الوطنية المصرية للإستقلال وشغلوا العديد من المناصب المؤثرة. ومن الإنجازات الثقافية الهامة تأسيس المتحف القبطي عام 1910 والمعهد العالي للدراسات القبطية عام 1954. ومن بين المفكرين الأقباط البارزين في هذه الفترة سلامة موسى ولويس عوض والأمين العام لحزب الوفد مكرم عبيد.

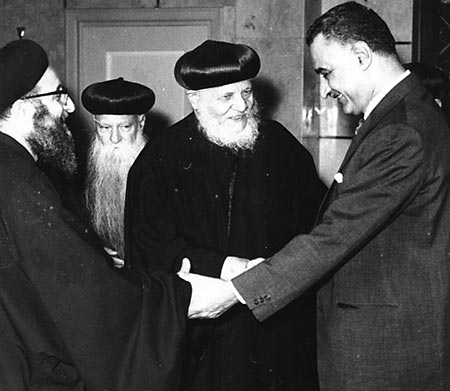
أقباط مصر مع الرئيس الراحل جمال عبد الناصر في عام 1965

في عام 1952، قاد جمال عبد الناصر بعض ضباط الجيش في إنقلاب ضد الملك فاروق، والذي أطاح بالمملكة المصرية وأنشأ الجمهورية. كانت سياسة ناصر السائدة هي القومية العربية والاشتراكية. تأثر الأقباط بشدة بسياسات التأميم التي اتبعها عبد الناصر، على الرغم من أنهم كانوا يمثلون حوالي 10-20% من السكان. بالإضافة إلى ذلك، أدت سياسات ناصر القومية العربية إلى تقويض التعلق القوي للأقباط بهويتهم المصرية السابقة، وغير العربية بالتأكيد، مما أدى إلى تأخير إصدار التصاريح لبناء الكنائس إلى جانب إغلاق المحاكم الدينية المسيحية.

## الفرعونية
يتمسك العديد من المثقفين الأقباط بـ "الفرعونية"، التي تنص على أن الثقافة القبطية مستمدة إلى حد كبير من الثقافة المصرية الفرعونية ما قبل المسيحية. إنه يمنح الأقباط المطالبة بتراث عميق في التاريخ والثقافة المصرية. كان الفكر الفرعوني منتشراً على نطاق واسع بين العلماء الأقباط والمسلمين في أوائل القرن العشرين، وساعد في سد الفجوة بين هاتين المجموعتين. ومع ذلك، يزعم بعض العلماء الغربيين اليوم أن الفرعونية كانت تطوراً متأخراً تشكل في المقام الأول من خلال الاستشراق، ويشككون في صحتها.

## الاضطهاد والتمييز في مصر
تتعرض الحرية الدينية في مصر للعرقلة بدرجات متفاوتة بسبب بعض السياسات، كما يتأثر بذلك المسيحيون الأقباط وهم أكبر أقلية دينية في مصر سلبًا. واجه الأقباط تهميشًا متزايدًا بعد انقلاب عام 1952 الذي قاده جمال عبد الناصر، وقد تم إستهداف البعض بجرائم الكراهية من قبل بعض المتطرفين.
كان لزاماً على المسيحيين الحصول على موافقة رئاسية حتى لإجراء إصلاحات بسيطة في الكنائس. ورغم تخفيف القانون في عام 2005 بتسليم سلطة الموافقة للمحافظين، لا يزال الأقباط يواجهون العديد من العقبات والقيود في بناء الكنائس الجديدة. ولا تنطبق هذه القيود على بناء المساجد.
لقد كان المجتمع القبطي هدفًا لجرائم الكراهية من قبل المتطرفين الإسلاميين. وكان أبرز هذه الهجمات هو هجمات الكشح التي وقعت في عامي 2000 و2001، حيث شارك مسلمون ومسيحيون في اشتباكات دامية بين الأديان في أعقاب نزاع بين مسلم ومسيحي. "قُتل عشرون مسيحيًا ومسلم واحد بعد اندلاع أعمال عنف في بلدة الكشح 440 كيلومتر (270 ميل) جنوب القاهرة".  وذكرت منظمة "الاهتمام المسيحي الدولي" أنه في فبراير/شباط 2001 أحرق مسلمون كنيسة مصرية جديدة ومنازل 35 مسيحياً، وفي أبريل/نيسان 2001 اختطفت فتاة مسيحية مصرية تبلغ من العمر 14 عاماً لأن والديها كانا يعتقد أنهما يأويان شخصاً تحول من الإسلام إلى المسيحية.
في عام 2006، هاجم شخص واحد ثلاث كنائس في الإسكندرية ، مما أسفر عن مقتل شخص واحد وإصابة 5-16 آخرين. ولم يكن المهاجم مرتبطًا بأي منظمة ووصفته وزارة الداخلية بأنه "مضطرب نفسيًا".  في مايو 2010، ذكرت صحيفة وول ستريت جورنال أن هناك موجات متزايدة من الهجمات الغوغائية التي يشنها المسلمون ضد الأقباط.  وعلى الرغم من نداءات الاستغاثة المحمومة، كانت الشرطة تصل عادة بعد انتهاء أعمال العنف. كما أجبرت الشرطة الأقباط على قبول "المصالحة" مع مهاجميهم لتجنب محاكمتهم، ولم تتم إدانة أي مسلم في أي من الهجمات.  وفي مرسى مطروح ، حاول حشد من البدو يبلغ عددهم 3000 مسلم مهاجمة سكان المدينة الأقباط، واضطر 400 قبطي إلى تحصن أنفسهم في كنيستهم بينما دمر الحشد 18 منزلاً و23 متجراً و16 سيارة. 

لاحظ الصحفي جون ر. برادلي في كتاباته حوالي عام 2008 أن
"... ومن بين الشكاوى القبطية الأخرى التي طال أمدها ضعف تمثيل المسيحيين في الشرطة والقضاء والقوات المسلحة والخدمة المدنية والحكومة ونظام التعليم. وهناك أيضاً حظر فعلي على الوصول إلى الإذاعة والتلفزيون الخاضعين لسيطرة الدولة. ومن الأمثلة التي كثيراً ما يستشهد بها البعض على التمييز الرسمي قانون كان يتطلب حتى وقت قريب الحصول على موافقة رئاسية شخصية لإجراء حتى أبسط إصلاحات الكنائس، مثل إصلاح المراحيض، وكان هذا القانون مسؤولاً عن تأخير إصدار التصاريح لبناء الكنائس لأكثر من عقد من الزمان. وفي عام 2005 خفف مبارك من هذا القانون، ففوض مثل هذه المسؤولية إلى المحافظين المحليين."
أعرب أعضاء الكونجرس الأمريكي عن قلقهم إزاء "الاتجار بالبشر" بالنساء والفتيات القبطيات اللاتي يقعن ضحايا للاختطاف والتحول القسري إلى الإسلام والاستغلال الجنسي والزواج القسري من رجال مسلمين.
كان بطرس غالي قبطيًا شغل منصب وزير خارجية مصر في عهد الرئيس أنور السادات . في عهد مبارك كان هناك اثنان من الأقباط يخدمون في الحكومة المصرية : وزير المالية يوسف بطرس غالي ووزير البيئة ماجد جورج. وكان هناك أيضًا محافظ قبطي واحد من بين 25 محافظًا، وهو محافظ محافظة قنا في صعيد مصر ، وهو أول محافظ قبطي منذ بضعة عقود. بالإضافة إلى ذلك، نجيب ساويرس ، رجل الأعمال الناجح للغاية، هو قبطي عاش في مصر في تلك الحقبة. في عام 2002، في عهد حكومة مبارك ، تم الاعتراف بعيد الميلاد القبطي (7 يناير) كعطلة رسمية. ومع ذلك، لا يزال العديد من الأقباط يشكون من ضعف تمثيلهم في أجهزة إنفاذ القانون، وأمن الدولة، والمناصب العامة، ومن التمييز ضدهم في القوى العاملة على أساس دينهم.
الأقباط غير ممثلين ومهمشين في السياسة المصرية والبيروقراطية والمجتمع. وتشير تقارير الأقليات المعرضة للخطر إلى عدم وجود محافظين أو رؤساء جامعات أو عمداء مسيحيين في البلاد. ويتخذ التمييز الرسمي وغير الرسمي ضد الأقباط أشكالاً مثل الحرمان من التعليم والنظام القضائي، والعنف من جانب المتشددين الإسلاميين، والقيود المفروضة على النشاط الديني والتعبير الديني.
في حين أن حرية الدين مضمونة بموجب الدستور المصري، وفقًا لمنظمة هيومن رايتس ووتش ، "يتمكن المصريون من التحول إلى الإسلام دون صعوبة بشكل عام، لكن المسلمين الذين يتحولون إلى المسيحية يواجهون صعوبات في الحصول على أوراق هوية جديدة وقد تم القبض على بعضهم بتهمة تزوير مثل هذه الوثائق". ومع ذلك، يبذل المجتمع القبطي جهودًا كبيرة لمنع التحول من المسيحية إلى الإسلام بسبب السهولة التي يمكن بها للمسيحيين في كثير من الأحيان أن يصبحوا مسلمين. ويعمل المسؤولون الحكوميون، باعتبارهم محافظين في حد ذاتهم، على تكثيف تعقيد الإجراءات القانونية اللازمة للاعتراف بتغيير الدين حسبما يقتضي القانون. وتزعم أجهزة الأمن في بعض الأحيان أن مثل هذه التحولات من الإسلام إلى المسيحية (أو العكس أحيانًا) قد تثير اضطرابات اجتماعية، وبالتالي تبرر نفسها في احتجاز الأشخاص ظلماً، وتصر على أنها تتخذ خطوات لمنع حدوث مشاكل اجتماعية محتملة.  في عام 2007، حرمت محكمة إدارية بالقاهرة 45 مواطناً من الحق في الحصول على أوراق هوية توثق عودتهم إلى المسيحية بعد اعتناق الإسلام. ومع ذلك، في فبراير 2008، ألغت المحكمة الإدارية العليا القرار، مما سمح لـ 12 مواطناً تحولوا إلى المسيحية بإعادة إدراج ديانتهم على بطاقات الهوية، لكنهم سيوضحون أنهم اعتنقوا الإسلام لفترة وجيزة من الزمن. 
وأفاد التعداد المصري لعام 1897 أن نسبة غير المسلمين في المحافظات الحضرية بلغت 14.7% (13.2% مسيحيون، 1.4% يهود). وأفاد تعداد السكان المصري عام 1986 أن نسبة غير المسلمين في المحافظات الحضرية بلغت 6.1% (5.7% مسيحيون، 0% يهود). ويتم تفسير التراجع في التمثيل اليهودي من خلال إنشاء دولة إسرائيل، والهجرة اللاحقة لليهود المصريين. لا يوجد تفسير لانخفاض نسبة المسيحيين في مصر بنسبة 55%. وقد قيل إن التعدادات السكانية المصرية التي أجريت بعد عام 1952 قد تم تسييسها بهدف التقليل من تمثيل السكان المسيحيين.
في أغسطس 2013، وبعد انقلاب 3 يوليو 2013 والاشتباكات بين الجيش وأنصار مرسي، كانت هناك هجمات واسعة النطاق على الكنائس والمؤسسات القبطية في مصر من قبل أنصار مرسي. وفقًا لعالم مصري واحد على الأقل (صموئيل تادرس)، فإن هذه الهجمات هي أسوأ أعمال عنف ضد الكنيسة القبطية منذ القرن الرابع عشر.

وذكرت صحيفة "يو إس إيه توداي" أن "أربعين كنيسة تعرضت للنهب والحرق، بينما تعرضت 23 كنيسة أخرى للهجوم وتضررت بشدة". وقالت الصحافية كيرستن باورز إن صفحة حزب الحرية والعدالة التابع لجماعة الإخوان المسلمين على موقع التواصل الاجتماعي فيسبوك كانت "مليئة باتهامات كاذبة تهدف إلى إثارة الكراهية ضد الأقباط". وزعمت صفحة الحزب أن الكنيسة القبطية أعلنت "الحرب ضد الإسلام والمسلمين" وأن "بابا الكنيسة متورط في إزاحة أول رئيس إسلامي منتخب. ويزعم بابا الكنيسة أن الشريعة الإسلامية متخلفة وعنيدة ورجعية". وفي الخامس عشر من أغسطس/آب، أصدرت تسع جماعات حقوق إنسان مصرية تحت مظلة "المبادرة المصرية للحقوق الشخصية" بياناً جاء فيه:
في شهر ديسمبر… بدأ قادة الإخوان المسلمين في إثارة التحريض الطائفي ضد المسيحيين. واستمر التحريض والتهديدات المعادية للأقباط بلا هوادة حتى مظاهرات الثلاثين من يونيو، ومع عزل الرئيس مرسي ... تحول الأمر إلى عنف طائفي، والذي تم إقراره من خلال ... الخطاب المناهض للأقباط المستمر الذي سمعه قادة المجموعة على المسرح ... طوال الاعتصام.

## شخصيات أقباطية مرموقة في مصر

### شخصيات سياسية
- باقي زكي يوسف
- يوسف وهبة، رئيس وزراء مصر الثاني عشر.
- بطرس غالي
- بطرس بطرس غالي، الأمين العام السادس للأمم المتحدة.
- يوسف بطرس غالي
- جورج اسحق (سياسي)
- منير فخري عبد النور
- نبيلة مكرم
- إيفا هابيل
- هالة شكر الله

### شخصيات فنية
- نجيب الريحاني
- صباح (مغنية)
- لبلبة
- فيروز (ممثلة)
- عايدة رياض
- لطفي لبيب
- هاني رمزي (ممثل)
- يوسف داود (ممثل)
- بطرس غالي (ممثل)
- إبرام سمير
- إلهام وجدي
- بيتر ميمي
- شارلوت واصف، ملكة جمال الكون 1935.

### شخصيات عامة
- مجدي يعقوب
- نجيب ساويرس
- ناصف ساويرس
- هاني رمزي